# Skateplaza

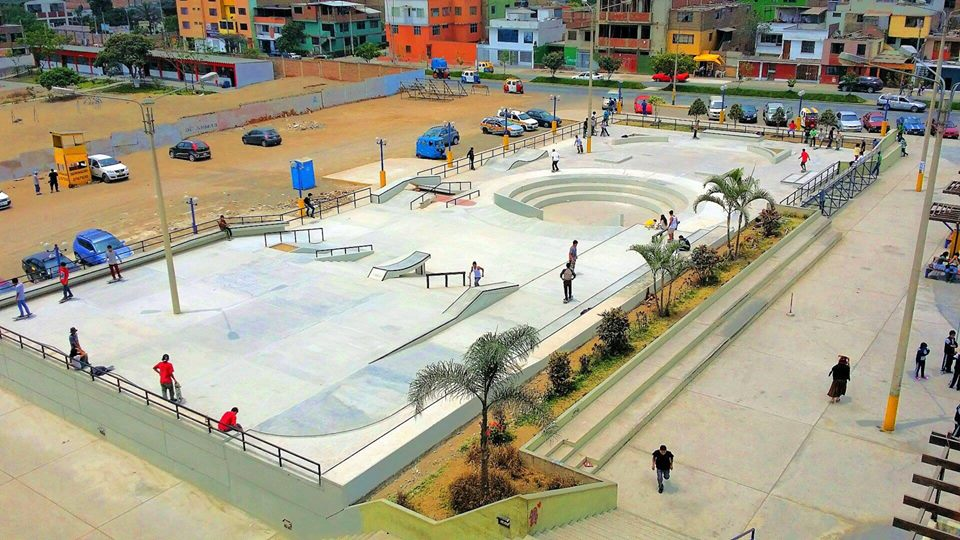
Skateplaza w Peru

Skateplaza (ang. skate(-s) = rolki; hiszp. przez ang. plaza = miejsce) – sztucznie powstałe miejsce do jazdy na deskorolce, rolkach lub BMX, rodzaj skateparku, przeznaczony do street skatingu. Miejsce takie posiada, jako przeszkody, naturalne elementy spotykane na ulicach: murki, schody, podjazdy itd.
W Polsce istnieje osiem skateplaz – jedna mieszcząca się w Gdańsku, gdzie zlokalizowana jest w pasie nadmorskim na osiedlu Przymorze przy ulicy Lecha Kaczyńskiego na wysokości ulicy Jagiellońskiej, druga w Rzgowie przy ulicy Łódzkiej, trzecia nazywana Woodplazą została stworzona na potrzeby obozu deskorolkowego WOODCAMP, czwarta znajduje się w Stargardzie w Parku Chrobrego przy Młodzieżowym Domu Kultury oraz piąta, oddana do użytku 18 czerwca 2010, znajdująca się w Szczytnej. Skateplaza w Szczytnej jest największą skateplazą w Polsce, a także jedynym takim obiektem w Europie, który został połączony wraz z torem do nauki jazdy na wózkach inwalidzkich, mającym przeznaczenie rehabilitacyjno–wyczynowe. Szósta, znajduje się w Białymstoku. 1 września 2010 roku rozpoczęła się budowa skateplazy na Kadzielni w Kielcach. W dniu 04.05.2011 roku do użytku oddano nową skateplazę w Siedlcach. Obiekt został wybudowany na terenie Ośrodka Sportu i Rekreacji w Siedlcach, przy ul. Prusa. Jej powierzchnia to 600 m², jest dwupoziomowa, a zaprojektował ją Boniek Falicki. W listopadzie 2011 r. powstała skateplaza w Krakowie, a następne w Lesznie (woj. wielkopolskie). W październiku 2014 roku została oddana do użytku kolejna skateplaza w parku Trzy Wzgórza w Wodzisławiu Śląskim (woj. śląskie). Latem 2016 roku otwarto skateplazę w Bełchatowie.